# Pedro Emanuel
Pedro Emanuel dos Santos Martins Silva (Luanda, Angola portuguesa, 11 de febrero de 1975), más conocido como Pedro Emanuel, es un exfutbolista y entrenador portugués. Actualmente dirige al Al-Fayha de la Liga Profesional Saudí.

## Carrera como jugador
Pedro Emanuel nació en Luanda, Angola portuguesa. Tras tres temporadas como profesional en las ligas secundarias de Portugal, con el FC Marco, AD Ovarense y Peñafiel, sus actuaciones llamaron la atención de los ojeadores del Boavista, donde ya había jugado cuando era juvenil. Durante su estancia de seis años en el equipo, tuvo un papel importante en la zaga defensiva que los llevó al histórico título de la Primeira Liga en 2001.
Antes del inicio de la campaña 2002-03, fue fichado por el FC Porto, de la mano de José Mourinho. Luego de la marcha del entrenador portugués, siguió siendo importante en la alineación inicial del equipo y participó en la Copa Intercontinental 2004, donde marcó el penalti decisivo, convirtiéndose en el último jugador en tocar el balón en la historia de la competición.
Para la temporada 2005-06, fue elegido como el capitán del equipo. Sin embargo, se perdió toda la temporada siguiente por lesión. En junio de 2009, anunció su retirada del fútbol profesional.

## Carrera como entrenador

### Inicios
Luego de su retiro como jugador, Pedro Emanuel se convirtió en el entrenador del equipo sub-17 del FC Porto y en su primera temporada los llevó a obtener la liga local tras derrotar al Sporting de Lisboa. En la temporada 2010-11, fue nombrado como asistente técnico de André Villas-Boas.

### Portugal y Chipre
En junio de 2011, fue anunciado como entrenador del Académica de Coimbra. En su primera temporada, logró evitar el descenso de la máxima categoría y llevó al equipo a levantar su primera Copa de Portugal desde 1939.
El 6 de junio de 2013, fue confirmado como técnico del FC Arouca. Después de ayudar a evadir el descenso a la Segunda Liga por cinco puntos, abandonó el club el 25 de mayo de 2015.
En junio de 2015, se mudó al extranjero por primera vez en su carrera para asumir el cargo en el Apollon Limassol de Chipre. En su primera temporada, ganó la copa y la supercopa local, pero fue despedido el 11 de diciembre de 2016.
El 8 de marzo de 2017, regresó a su país para ser el entrenador del Estoril. El 21 de octubre de ese año, cuando el equipo ocupaba el último puesto de la Primeira Liga, fue relevado de sus funciones.

### Al-Taawoun
Para la temporada 2018-19, fue contratado como técnico del Al-Taawoun de la Liga Profesional Saudí. En mayo de 2019, obtuvo la Copa del Rey de Campeones luego de vencer al Al-Ittihad por 2-1 en la final.

### Almería
El 4 de agosto de 2019, fue anunciado como entrenador del Almería. Exactamente tres meses después, a pesar de estar segundo en la clasificación, abandonó el club de mutuo acuerdo.

### Etapa en el Medio Oriente
En enero de 2020, asumió como técnico del Al-Ain y firmó un contrato por 18 meses. A pesar de clasificarse para una final de la Copa Presidente antes de que se cancelara la temporada, se marchó del club cuando expiró su contrato en mayo de 2021.
El 1 de octubre de 2021, fue anunciado como entrenador del Al-Nassr. Sin embargo, después de sólo cinco partidos, fue despedido de su cargo.
En julio de 2022, fue confirmado como técnico del Al-Khaleej por una temporada. En junio de 2023, tras haber evitado el descenso, renovó su contrato por dos años más. No obstante, el 23 de junio de 2024, dejó su cargo en el club saudí.
El 10 de diciembre, fue oficialiazado al frente del Al-Fayha.

## Clubes

### Como jugador
| Club        | País     | Año         | Partidos (goles) |
| ----------- | -------- | ----------- | ---------------- |
| FC Marco    | Portugal | 1993 - 1994 | 28 (2)           |
| AD Ovarense | Portugal | 1994 - 1995 | 31 (2)           |
| FC Penafiel | Portugal | 1995 - 1996 | 28 (2)           |
| Boavista    | Portugal | 1996 - 2002 | 149 (1)          |
| FC Porto    | Portugal | 2002 - 2009 | 120 (1)          |

### Como entrenador
| Club                 | País                   | Año           |
| -------------------- | ---------------------- | ------------- |
| Académica de Coimbra | Portugal               | 2011 - 2013   |
| FC Arouca            | Portugal               | 2013 - 2015   |
| Apollon Limassol     | Chipre                 | 2015 - 2016   |
| Estoril              | Portugal               | 2017          |
| Al-Taawoun           | Arabia Saudita         | 2018 - 2019   |
| Almería              | España                 | 2019          |
| Al-Ain               | Emiratos Árabes Unidos | 2020 - 2021   |
| Al-Nassr             | Arabia Saudita         | 2021          |
| Al-Khaleej           | Arabia Saudita         | 2022 - 2024   |
| Al-Fayha             | Arabia Saudita         | 2024-presente |

## Palmarés

### Como jugador

#### Campeonatos nacionales
| Título                | Club     | País     | Año     |
| --------------------- | -------- | -------- | ------- |
| Copa de Portugal      | Boavista | Portugal | 1996-97 |
| Primeira Liga         | Boavista | Portugal | 2000-01 |
| Primeira Liga         | FC Porto | Portugal | 2002-03 |
| Copa de Portugal      | FC Porto | Portugal | 2002-03 |
| Supercopa de Portugal | FC Porto | Portugal | 2003    |
| Primeira Liga         | FC Porto | Portugal | 2003-04 |
| Supercopa de Portugal | FC Porto | Portugal | 2004    |
| Primeira Liga         | FC Porto | Portugal | 2005-06 |
| Copa de Portugal      | FC Porto | Portugal | 2005-06 |
| Supercopa de Portugal | FC Porto | Portugal | 2006    |
| Primeira Liga         | FC Porto | Portugal | 2007-08 |
| Primeira Liga         | FC Porto | Portugal | 2008-09 |
| Copa de Portugal      | FC Porto | Portugal | 2008-09 |

#### Campeonatos internacionales
| Título                | Club     | País     | Año     |
| --------------------- | -------- | -------- | ------- |
| Copa de la UEFA       | FC Porto | Portugal | 2002-03 |
| UEFA Champions League | FC Porto | Portugal | 2003-04 |
| Copa Intercontinental | FC Porto | Portugal | 2004    |

### Como entrenador

#### Campeonatos nacionales
| Título                    | Club                 | País           | Año     |
| ------------------------- | -------------------- | -------------- | ------- |
| Copa de Portugal          | Académica de Coimbra | Portugal       | 2011-12 |
| Copa de Chipre            | Apollon Limassol     | Chipre         | 2015-16 |
| Supercopa de Chipre       | Apollon Limassol     | Chipre         | 2016    |
| Copa del Rey de Campeones | Al-Taawoun           | Arabia Saudita | 2019    |